# Mauranger

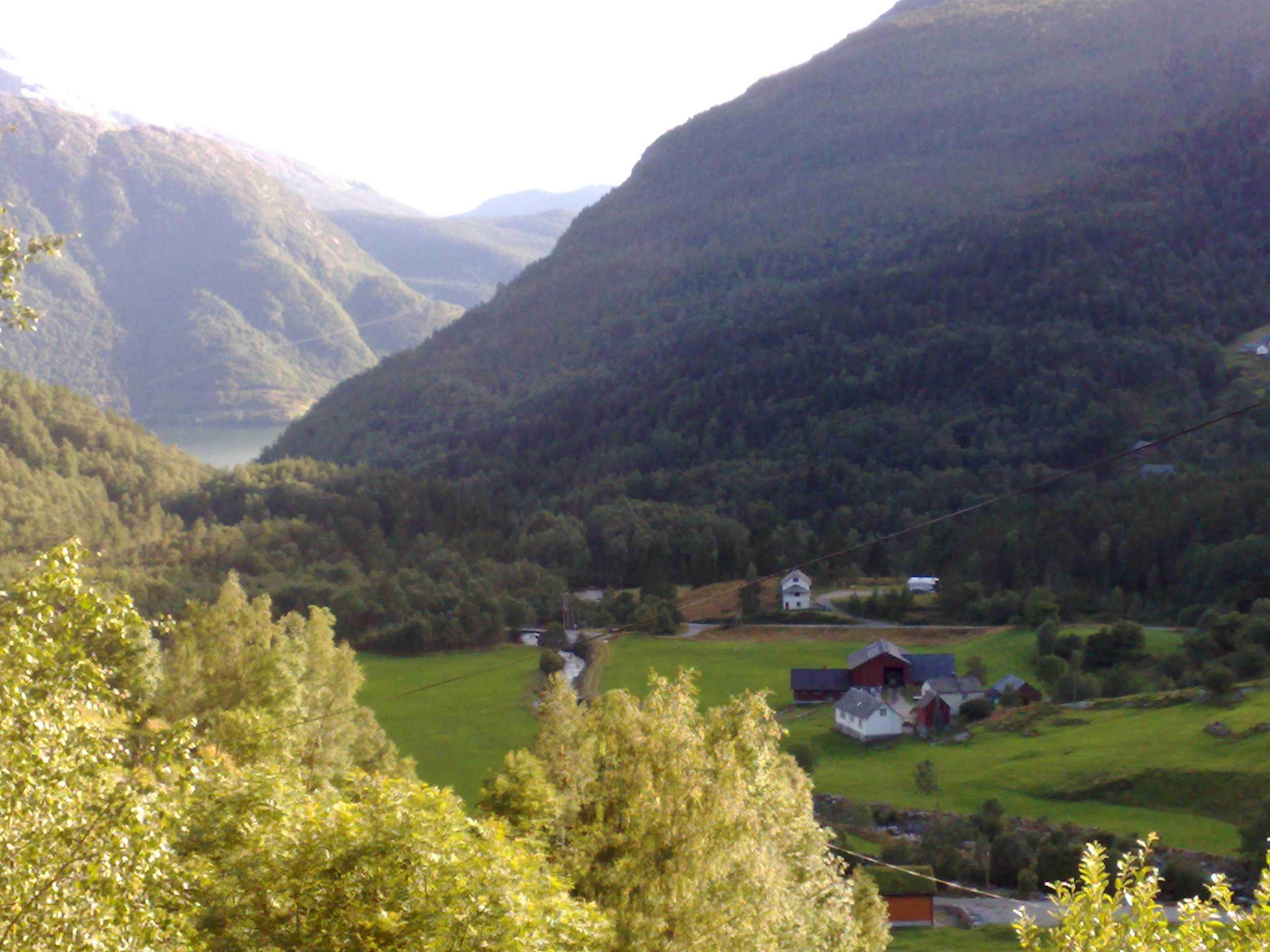
Gjetingsdalen visto desde Bakka.

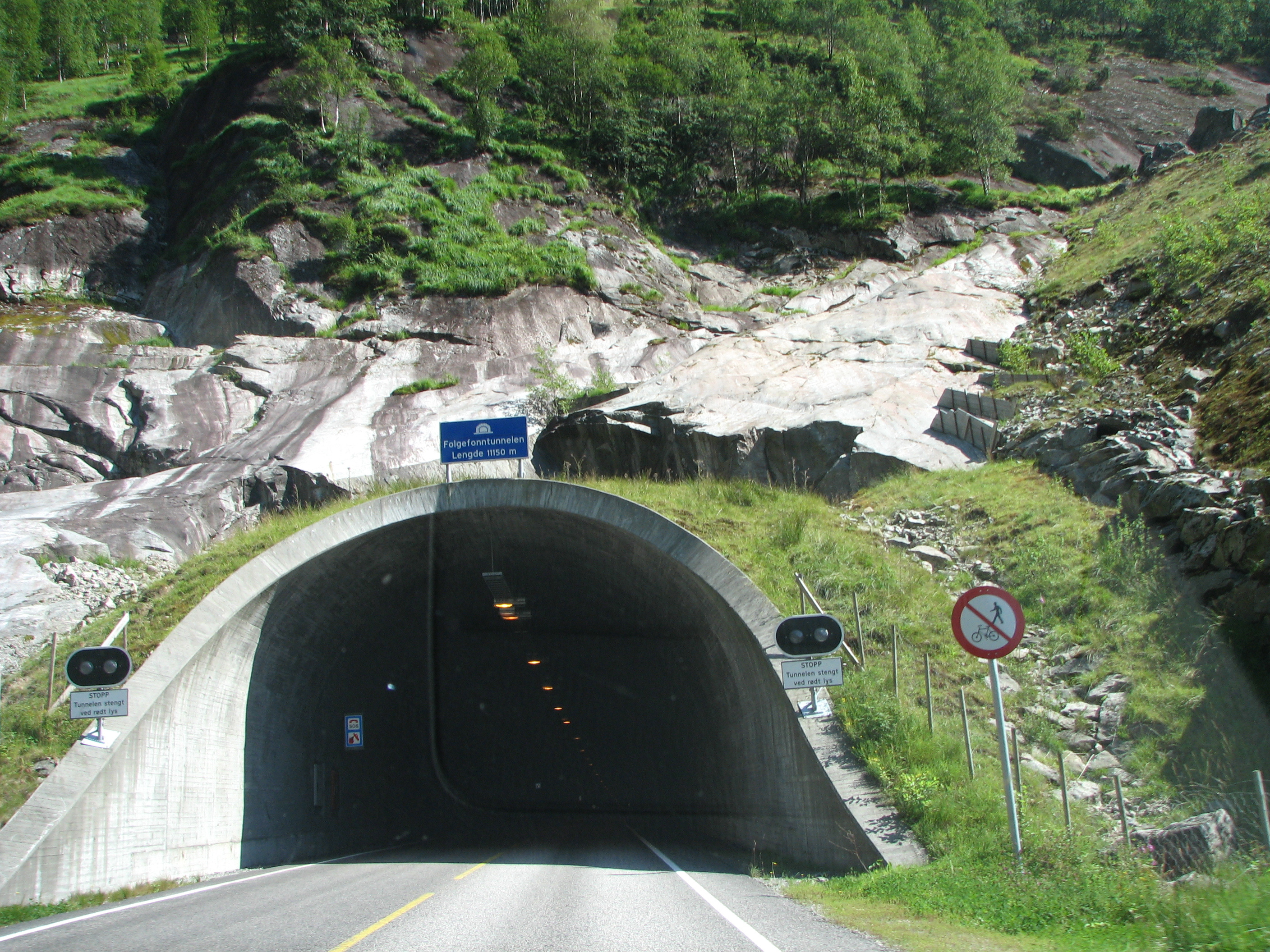
El túnel de Folgefonna visto desde Austrepollen.

Mauranger es el distrito más septentrional del municipio de Kvinnherad en la provincia noruega de Hordaland. Los principales hitos geográficos son el Maurangerfjord, al oeste del glaciar Folgefonna. Mauranger abarca las localidades de Sundal, Austrepollen, Nordrepollen y Gjetingsdalen. La economía se sustenta en el turismo, agricultura, piscicultura y generación de energía.
Mauranger ha estado aislado por montañas, glaciares y el fiordo, siendo sólo accesible por barco hasta 2001, cuando se abre el túnel de Folgefonna, permitiendo la conexión terrestre con la localidad de Odda en el este del glaciar Folgefonna. En el año 2012 se abre el túnel de Jondal, conectando el distrito con el municipio homónimo al noroeste. Ahora es parte de la ruta hacia el distrito de Sunnhordland.